# Piotr Michałowski
Piotr Michałowski (Krakkó, 1800. július 2. – Krakkó, 1855. június 9.) a romantika korának lengyel festője, aki különösen sok portréjáról és lovakkal kapcsolatos olajtanulmányairól ismert. Széles körű iskolai végzettsége mellett társadalmi aktivista, jogvédő, városi adminisztrátor és a Krakkói Mezőgazdasági Társaság elnöke is volt (1853-tól). A Sukiennice Múzeumban, a Krakkói Nemzeti Múzeumban található a róla elnevezett, munkásságának szentelt szoba.

## Élete
Michałowski egy Krzysztoforzyce-i birtokon született Krakkó mellett, Józef Michałowski földbirtokos, Krakkó szabadvárosi szenátor fiaként. Művészi tehetsége már 13 éves korában megmutatkozott, több művész, köztük Michał Stachowicz, Józef Brodowski és Franciszek Lampi irányításával fejlődött. A Jagelló Egyetemen tovább képezte magát, több tantárgyat tanult magas szinten, köztük a klasszikus filozófiát, a mezőgazdaságot és a matematikát.
Az orosz uralom elleni novemberi felkelés idején segített egy lengyel hadianyaggyár működtetésében. Hogy elkerülje az elfogatást, feleségével, Julia Ostrowskával és annak apjával Párizsba, Franciaországba szökött. Párizsban festői és anatómiai tanulmányait Nicolas Toussaint Charlet-nél (1832–1835) folytatta, akire nagy hatással volt Théodore Géricault, Rembrandt és Velázquez művészete. A lovakról készült akvarell tanulmányai nagyon népszerűvé váltak Franciaországban, amelyeket 1833-től a helyi műkereskedők adtak el angol, német és amerikai gyűjtőknek.
Michałowski 1835-ben visszatért Krakkóba, és 1837-ben családi birtokán telepedett le Krzysztoforzyce-ban. Az 1840-es és 1850-es években számos lovakkal kapcsolatos festményt és drámai csataképet készített, például a híres romantikus A somosierrai csatát (1844–1855, több változatban) vagy a Felvonulás Napóleon előtt címűt. Amikor Pablo Picasso 1948-ban Lengyelországban járt, meglátta Michałowski munkáját a Varsói Nemzeti Múzeumban, akkor így kiáltott fel: „Tessék, festő!”

## Jegyzetek

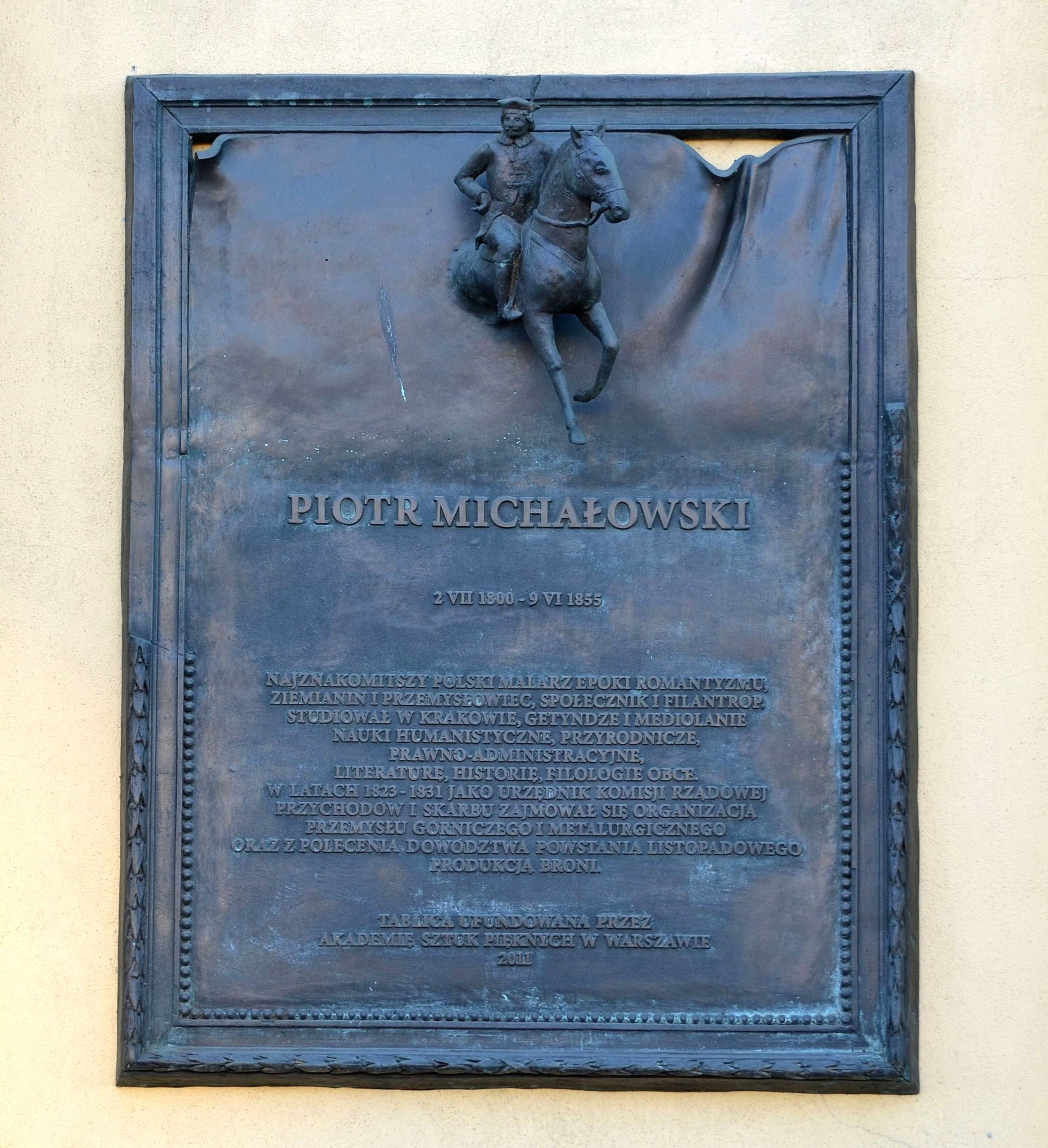
Emléktáblája a varsói pénzügyminiszteri palotánál

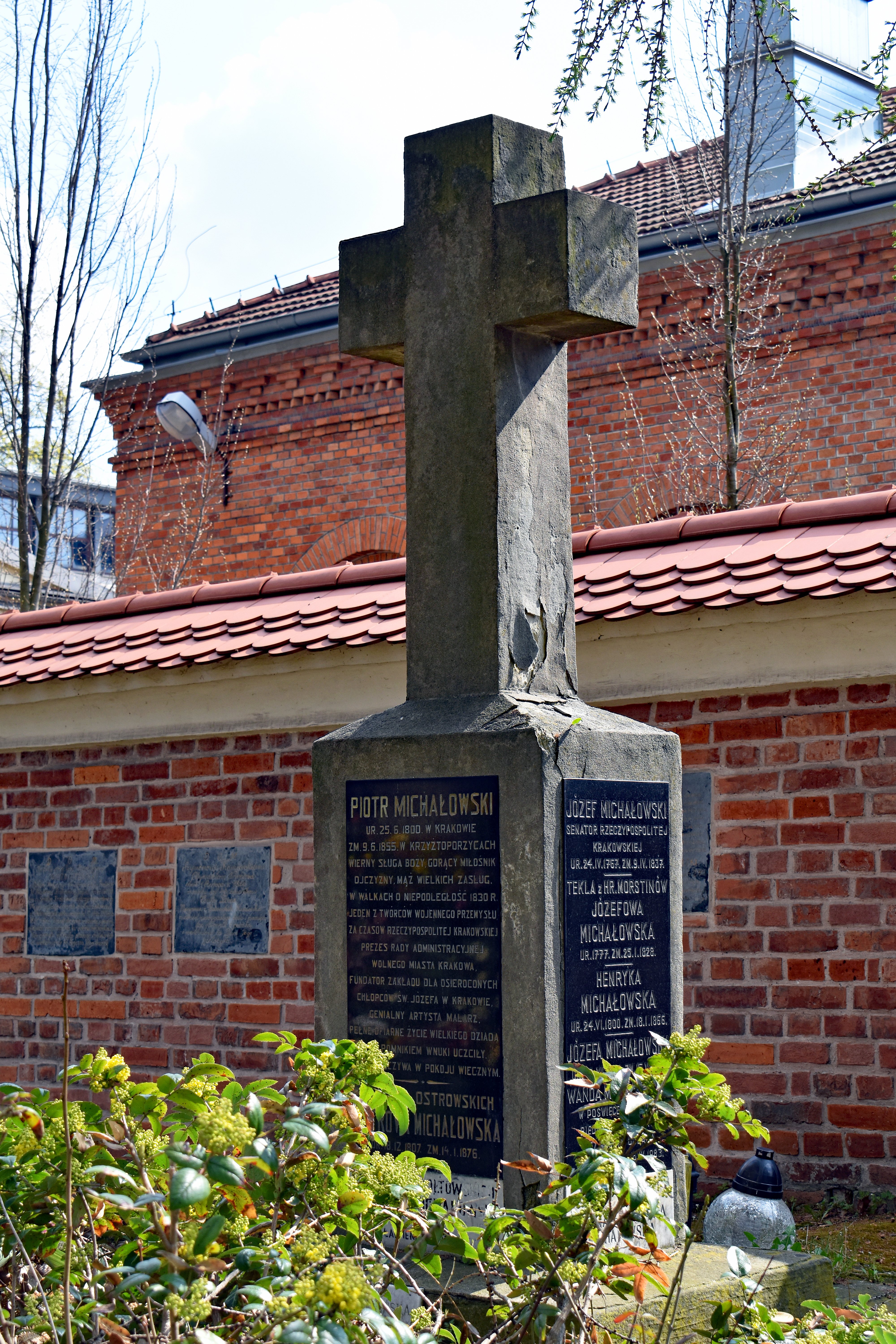
Sírja a krakkói Rakowicki temetőben

## Képgaléria

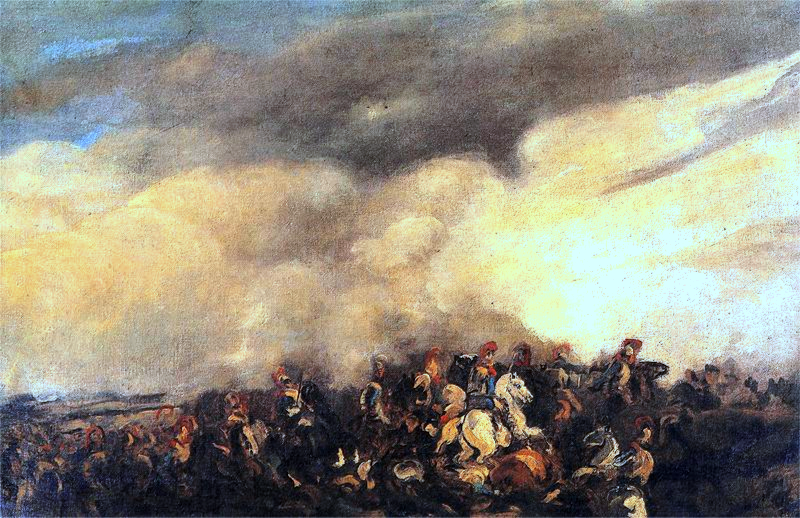
Napóleon csatája
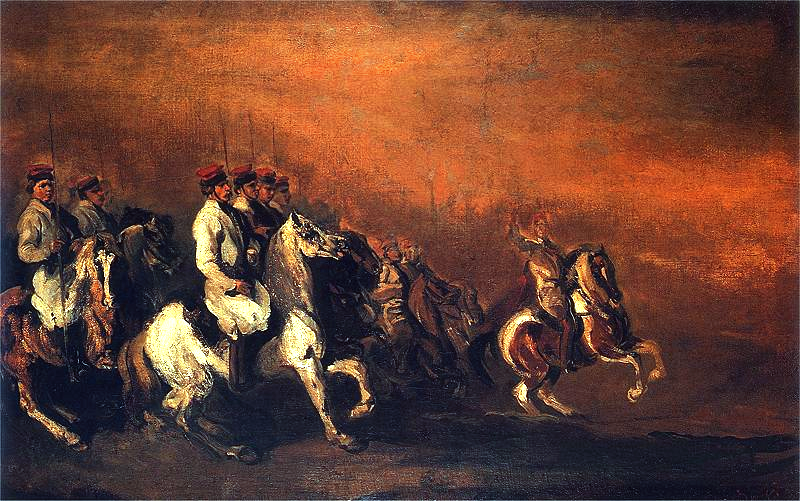
A krakkói kontingens
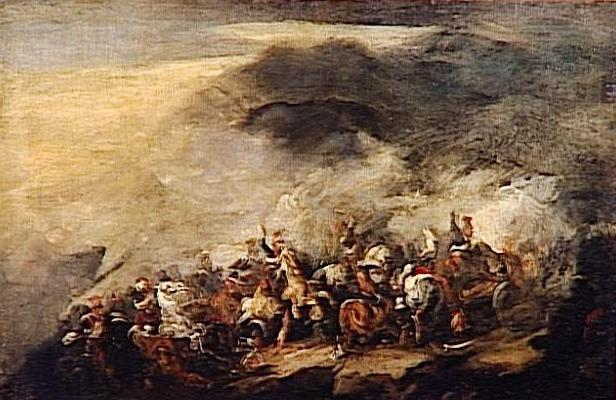
A somosierrai csata (1808) (Louvre)
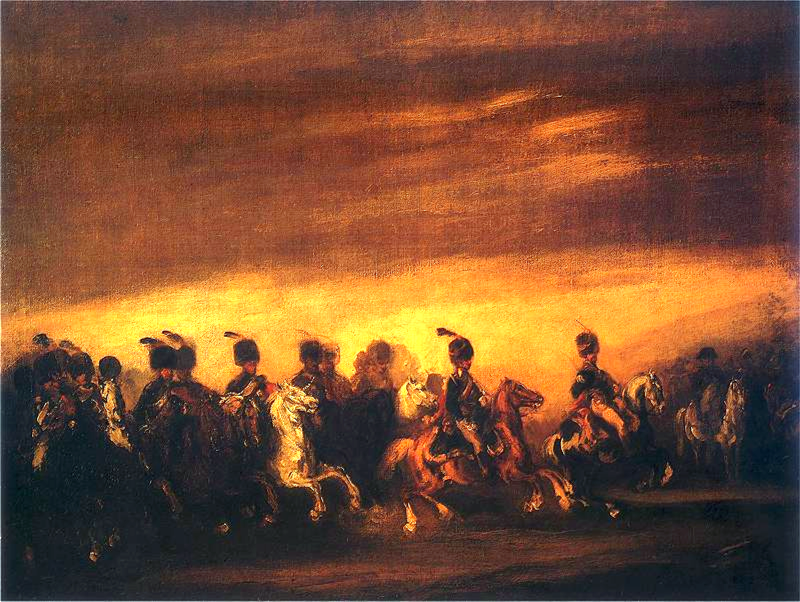
Felvonulás Napóleon előtt

## Fordítás
- Ez a szócikk részben vagy egészben  a   Piotr Michałowski című angol Wikipédia-szócikk ezen változatának fordításán alapul.  Az eredeti cikk szerkesztőit annak laptörténete sorolja fel. Ez a jelzés csupán a megfogalmazás eredetét és a szerzői jogokat jelzi, nem szolgál a cikkben szereplő információk forrásmegjelöléseként.